# 성석린 선생 묘
성석린 선생 묘는 대한민국 경기도 포천시 신북면 고일리 산24에 있다. 1986년 4월 9일 포천시의 향토유적 제20호로 지정되었다.

## 개요
조선전기 문신 성석린의 묘이다.

## 같이 보기
- 성석린